# ジリアン・ローズ (地理学者)
ジリアン・ローズ（Gillian Rose FBA、1962年 - ）は、イギリスの地理学者、地理学に関する著作家。彼女は、オックスフォード大学の地理学と環境大学院 (the School of Geography and the Environment) で人文地理学の教授を務めている。彼女は、以前には、オープン大学で教鞭を執り、副学部長 (Associate Dean) を務めた。彼女は、1993年の著書『フェミニズムと地理学：地理的知の限界 (Feminism & Geography: The Limits of Geographical Knowledge)』で、最もよく知られている。

## 学歴と初期のキャリア
ローズは、ケンブリッジ大学からBAを、また1990年にはロンドン大学からPhDを取得した。その後、ロンドン大学やエディンバラ大学で教鞭を執った。2017年にオックスフォード大学の地理学と環境大学院の教員となったが、それ以前にはオープン大学社会科学部 (the Faculty of Social Sciences) で教鞭を執り、副学部長（研究担当）を務め、また地理学部門長 (Head of the Geography Department) も4年間務めた。

## 学術的貢献
私の考えでは、学問としての地理学の最大の強みのひとつは、もしかすると最大の喜びのひとつかもしれないのですが、極めて多様な才覚や技能をひとつに集めていき、それを一緒に機能させて、私たちが共有するこの世界について理解するという課題に取り組むところです

 (I think one of geography's greatest strengths-- one if its greatest pleasures-- as a discipline, is the way that it gathers together very different talents and skills, and puts them to work together in the task of understanding the world we all share.)

-- 2012年の王立地理学会メダル授賞式におけるジリアン・ローズ教授の受賞スピーチから

ローズの目下の研究関心は、広く視覚文化の領域に向けられている。彼女は、社会的主体やその関係が、図像として捉えられ、メディアの広がりの中で不可視化されるあり方に、また、こうした過程が権力関係に組み込まれていることに、興味を向けている。また、彼女は長年にわたり、フェミニスト映画理論に関心を寄せており、特にミシェル・フーコーやフェミニストたちによる写真をめぐる議論に注目している。こうした方面の業績は、フェミニスト地理学とメディアとコミュニケーションの地理学を結びつける重要なものである。
マルクス主義とラディカル・フェミニズムの視点から著された『フェミニズムと地理学』は、地理学界において、地理的知識の構成の本質をめぐる一連の論争を巻き起こした。ローズは、アイデンティティを「私たちが自身を意味付けるあり方 (how we make sense of ourselves)」と定義し、われわれひとりひとりが異なるスケールにおいて異なるアイデンティティをもっていること、例えば、誰かの地元におけるアイデンティティは、おそらくそのグローバルなアイデンティティとは異なっていることを、説明した。彼女はまた、場所の感覚 (sense of place) を、場所を「意味と感覚 (meaning and feeling)」に浸していく過程だと表現した。
21世紀に入って、彼女は3冊の著作を著したが、それらはさほど論争的な内容ではない。すなわち、2001年の『Visual Methodologies: An Introduction to Interpreting Visual Materials』、2003年の『Deterritorialisations: Revisioning Landscape and Politics』（Mark Dorrian との共編著）、2012年の『Doing Family Photography: The Domestic, The Public and The Politics of Sentiment』である。

## おもな著書

### 単著
- Rose, G. (1993), Feminism & Geography: The Limits of Geographical Knowledge, U of Minnesota Press.
  - （日本語版：吉田容子ほか 訳）フェミニズムと地理学　地理学的知の限界、地人書房、2011年
- Rose, G. (2001), Visual Methodologies: An Introduction to Interpreting Visual Materials, second edition, Sage.
- Rose, G. (2012), Doing Family Photography: The Domestic, The Public and The Politics of Sentiment, Ashgate

### 共編著
- Dorrian, M. and Rose, G. (eds) (2003) Deterritoralisations: Revisioning Landscape and Politics, Black Dog Press.

### 論文
- Rose, G. (2003), 'Just how, exactly, is geography visual?' Antipode, vol. 35, pp. 212–21.
- Rose, G. (2003), 'Domestic spacings and family photography: a case study', Transactions of the Institute of British Geographers, vol. 28, pp. 5–18.
- Rose, G. (2004), 'Everyone's cuddled up and it just looks really nice': the emotional geography of some mums and their family photos', Social and Cultural Geography, vol. 5 pp. 549–64.
- Rose, G. (2005), 'You just have to make a conscious effort to keep snapping away, I think': a case study of family photos, mothering and familial space', in Hardy, S and Wiedmer, C (eds), Motherhood and Space: Configurations of the Maternal Through Politics, Home, and the Body, Palgrave Macmillan, pp. 221–40.

## 受賞
ローズは、2012年に、「視覚文化と地理学的方法論に関する著作 (publications on visual culture and geographic methodologies)」に対して、王立地理学会からマーチソン賞を授与された。2015年には、彼女はイギリス学士院のフェローに選出され、同年にはプレトリア大学のアンドリュー・ W・メロン特選客員研究員 (Andrew W Mellon Distinguished Visiting Scholar) にも指名された。